# Publio Publilio Ceionio Giuliano
Publio Publilio Ceionio Giuliano (in latino: Publius Publilius Ceionius Iulianus; fl. terzo quarto del IV secolo) è stato un politico romano.

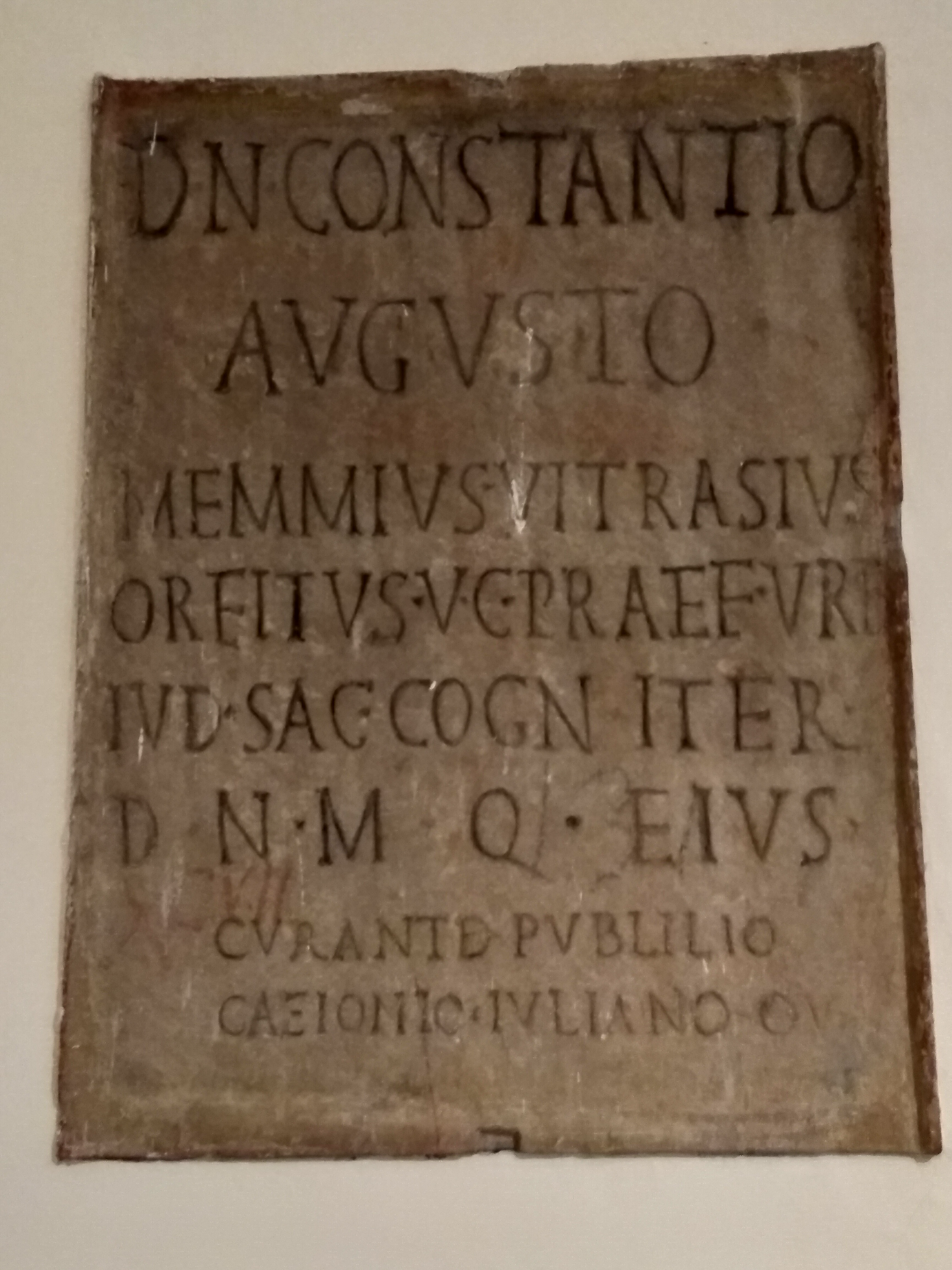
Iscrizione alla base di una statua eretta da Memmio Vitrasio Orfito in onore di Costanzo II; Giuliano, in qualità di curator statuarum, si occupò di erigere il monumento

Era vir clarissimus, appartenendo dunque all'ordine senatorio; potrebbe essere stato il figlio di Marco Ceionio Giuliano Camenio.
Ricoprì la carica di curator statuarum e quella di corrector Tusciae et Umbriae tra il 353 e il 370. Gli abitanti di Narni gli dedicarono una statua.